# 130 av. J.-C.
Cette page concerne l'année 130 av. J.-C. du calendrier julien proleptique.

## Événements
- 12 août 131 av. J.-C. (1er janvier 624 du calendrier romain) : début à Rome du consulat de Lucius Cornelius Lentulus et Marcus Perperna (d’origine Étrusque)[1]. Le consul Cornelius meurt en cours de mandat et est subrogé par Appius Claudius Nero[2].
  - Le consul Mucianus est battu en combattant Aristonicos près de Myrina en Asie, fait prisonnier et mis à mort ; son frère Publius Mucius Scævola devient grand pontife[2]. Marcus Perperna le remplace en Asie, bat Aristonicos et son armée utopique de  « Citoyens du Soleil » (Heliopolitai) à Stratonicée et le fait prisonnier[3].
  - Mort de P. Licinius Crassus et d’Appius Claudius remplacés au triumvirat agraire par M. Fulvius Flaccus et C. Papirius Carbo, tribun de la plèbe. Reprise des assignations de terres. Scipion Émilien prend la tête d’une sorte de « parti italien » opposé à la loi agraire. Il se heurte à Papirius Carbo, qui lui reproche sa complicité dans le meurtre de Tibérius[2].

- Printemps : début d'une campagne d'Antiochos VII contre les Parthes (fin en 129 av. J.-C.)[4].
  - Le roi séleucide Démétrios II Nicator, prisonnier des Parthes en Hyrcanie, tente de s’évader à deux reprises. Il est rattrapé. Son frère Antiochos VII envoie une armée pour le libérer. Phraatès, ne disposant pas de troupes suffisantes, fait appel à des mercenaires Sakas (Scythes). Après trois batailles victorieuses, Antiochos VII reprend la Babylonie et la Médie. L’hiver venu, Phraatès lui offre la paix. Antiochos pose des conditions : libération de son frère, évacuation des territoires conquis par les Parthes, indemnité de guerre. Phraatès refuse. Il envoie alors Démétrios II Nicator en Syrie avec des troupes pour que celui-ci reprenne son trône à son frère Antiochos, « l’usurpateur », espérant contraindre ce dernier à retourner d’urgence dans son pays. Mais Démétrios part en Syrie et ne fait rien. Phraatès est aux abois, les Sakas n’arrivant pas[5].

- Début du règne d'Ariarathe VI, roi de Cappadoce (fin en 116 av. J.-C.)[6].

## Décès
- 7 février : Pacuvius, dramaturge et poète romain.
- Publius Licinius Crassus Dives Mucianus, homme politique romain.
- Philonide de Laodicée, philosophe épicurien (né en 200 av. J.-C.).